# Peripontius
Peripontius — род щелкунов из подсемейства Elaterinae.

## Описание
Щелкуны мелких и средних размеров. Тело одноцветное. Усики у самцов и самок слабо пиловидные. Задний отросток переднегруди слегка начиная с четвёртого сегмента. Швы переднегруди двойные, а передние передние части тройные, прямые, спереди углублённые. Бедренные покрышки задних тазиков по направлению наружу слабо суженые. Четвёртый сегмент лапок с лопастинкой..

## Экология
обитают в почве в лесах.

## Систематика
В составе рода:
- вид: Peripontius cordubensis (Heyden, 1882)
- вид: Peripontius dimidiatipennis (Reiche & Saulcy, 1856)
- вид: Peripontius ingridae Schimmel, 1996
- вид: Peripontius oertzeni Schwarz, 1897
- вид: Peripontius rutilipennis (Illiger, 1807)
- вид: Peripontius terminatus (Erichson, 1841)